# Fritz Buchloh
Fritz Buchloh   (Mülheim del Ruhr, 26 de novembre de 1909 - Mülheim del Ruhr, 22 de juliol de 1998) fou un futbolista alemany. Va formar part de l'equip alemany a la Copa del Món de 1934 i 1938. S'inicià com a defensa i davanter, per passar posteriorment a jugar de porter.
El 1936 va prendre part en els Jocs Olímpics d'Estiu de Berlín, on quedà eliminat en quarts de final en la competició de futbol. Amb la selecció nacional jugà 17 partits, en què no marcà cap gol, entre 1932 i 1938. A nivell de clubs jugà al VfB Speldorf (1933–1938), Hertha BSC (1938–1939) i Schwarz-Weiß Essen (1939–1945). Posteriorment exercí d'entrenador.